# Magnus Grahn
Lars Magnus "Nollan" Grahn, född 7 januari 1964 på Öland, är en svensk tidigare handbollstränare och därefter handbollsexpert för SVT Sport. Parallellt med tränarsysslan arbetade han som elingenjör.
Magnus Grahn tränade Hammarby IF från 2000 till 2006. Han var därmed med om att föra upp klubben till högsta serien (elitserien) för första gången, 2002/2003, och leda klubben till dess första SM-guld i handboll, 2006. Sista säsongen delade Grahn tränarsysslan med barndomskamraten Staffan Olsson, som 2003 återvände till Sverige och Hammarby IF efter proffsspel i Tyskland.
När Grahn lämnat Hammarby IF efter SM-guldet 2006 tog Staffan Olsson över uppdraget och vann ytterligare två SM-guld med klubben, 2007 och 2008.

## Uppdrag som tränare
- Hammarby IF (2000–2006)